# چشمان سرد
چشمان سرد (انگلیسی: Cold Eyes; کره‌ای: 감시자들) یک فیلم اکشن دلهره‌آور محصول سال ۲۰۱۳ کره جنوبی با بازی سول کیونگ گو، جونگ وو سونگ و هان هیو جو است. این فیلم در آمریکای شمالی در جشنواره بین‌المللی فیلم تورنتو و همچنین در هجدهمین جشنواره بین‌المللی فیلم بوسان در بخش اوپن سینما به نمایش درآمد.